# Caridina spongicola
Caridina spongicola là một loài tôm nước ngọt từ Sulawesi (Indonesia), chiều dài có thể đạt từ 0.64 đến 1.27 cm. Trong tự nhiên, nó sống chủ yếu trên một loài bọt biển nước ngọt chưa được mô tả, khiến nó trở thành một trong hai loài tôm nước ngọt hội sinh duy nhất được biết đến (loài còn lại là tôm sống trong  trai nước ngọt Limnocaridina  ở Hồ Tanganyika, Đông Phi). Nó thường bị nhầm lẫn với Caridina woltereckae, một loài lớn hơn và có màu sắc tương phản hơn được tìm thấy ở cùng khu vực với C. spongicola.

## Mô tả
Loài này có thân có hoa văn màu đỏ và trắng khiến nó trở nên phổ biến trong thị trường sinh vật cảnh. Chân và râu có các dải màu đỏ và trắng dọc theo chiều dài, cuống mắt màu đỏ, bản thân mắt màu đen và có kích thước khá lớn (0,8-0,9 x 0,4-0,6 mm). Phần đầu của loài này có ba sọc đỏ, sọc cuối cùng ở gốc đuôi. Đuôi có màu đỏ dọc phía trên và phía dưới, có dải màu trắng dọc mỗi bên.

## Phân bố và sinh thái
Caridina spongicola là loài đặc hữu của Hồ Towuti, hồ lớn nhất và cực nam trong khu phức hợp Malili của đảo Sulawesi, được cấp nước bởi một con sông chảy từ hồ đến Vịnh Boni. Nó chỉ được biết đến ở nhánh phía tây bắc của Hồ Towuti, nhưng nó có thể phổ biến ở địa phương, với tới 137 cá thể được ghi nhận trên một miếng bọt biển và một nghiên cứu tìm thấy trung bình khoảng 29 cá thể trên mỗi miếng bọt biển. Loài bọt biển mềm chưa được phân loại này cũng bị giới hạn ở nhánh phía tây bắc của hồ và dài khoảng 20 cm (8 in). Loài tôm tương tự Caridina woltereckae được giới hạn trong cùng một hồ, nhưng nó được tìm thấy khắp nơi và không liên quan đến bọt biển.
Là nơi sinh sống của nhiều loài cá đặc hữu, nhiệt độ tự nhiên của hồ là 26-29°C với độ pH là 7,5-8,5, GH là 4-8 và KH là 4-6. Chúng được cho là ẩn náu giữa những tảng đá nhỏ ở vùng nước nông, cũng như giữa những tảng đá lớn ở vùng nước sâu hơn. Chúng được biết là không chịu được nhiệt độ thấp hơn 25,5°C, nhiệt độ có thể giết chết chúng, cần nước cứng và cũng yêu cầu độ pH của nước không dưới 7,0.